# José Díaz Morales
José Díaz Morales (Toledo, 31 de juliol de 1908 - 1976) fou un guionista i un director de cinema espanyol. Va treballar com a periodista a El Heraldo de Madrid. El 1936 va publicar Gulliver en el país de la calderilla, prologat per Miguel de Unamuno. En esclatar la guerra civil espanyola va emigrar a Mèxic.

## Filmografia (selecció)
- Jesús de Nazareth (1942)
- Adulterio (1945)
- Los amores de un torero (1945)
- Señora Tentación (1948)
- El Capitán de Loyola (1949)
- La Revoltosa (1950)
- Estos años violentos (1962)
- La Revoltosa (1963)
- Adorables mujercitas (1974)

## Premis
- 1950: Medalla del Cercle d'Escriptors Cinematogràfics al millor guió per La Revoltosa.[2]